# Lethrus sulcipennis
Lethrus sulcipennis är en skalbaggsart som beskrevs av Ernst Gustav Kraatz 1883. Lethrus sulcipennis ingår i släktet Lethrus och familjen tordyvlar. Inga underarter finns listade i Catalogue of Life.